# Парки Кишинёва
На территории кишинёвского муниципия расположены 23 парка, 19 из которых находятся в Кишинёве, 1 лесопарк — в городе Вадул-луй-Водэ, один — в городе Ватра и два парка — в городе Кодру.

## Парк Стефана Великого

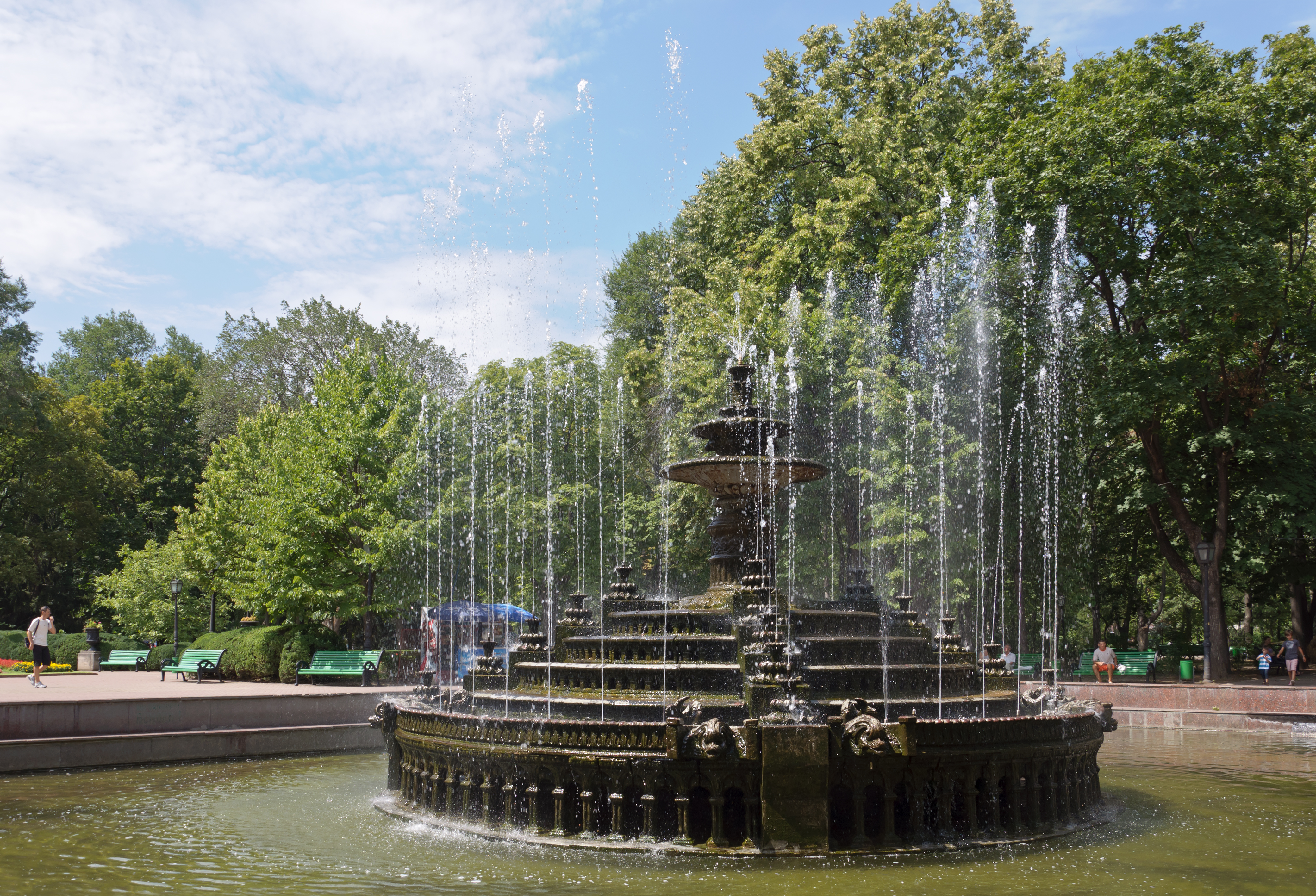
Парк «Штефан чел Маре»

Парк Стефана Великого является одним из старейших памятников пейзажной архитектуры в Бессарабии. Этот зелёный массив был сооружён в 1818 году по инициативе жены губернатора А. Бехметьева. Во времена Молдавской ССР этот парк носил имя А. С. Пушкина. После распада Советского Союза он был назван в честь молдавского господаря Стефана Великого (рум. Ştefan cel Mare, Штефан чел Маре).
В 1818 году, под руководством городского землеустроителя Богдана Эйтнера, были проложены существующие ныне аллеи, посажены акации, липы, платаны, были разбиты первые цветочные клумбы. В 1818 году «для недопущения в городской сад коров, коз и другой живности местных обывателей» парк был огорожен плетнём.
Позже было решено обнести парк сплошной каменной стеной, но Александр Бернардацци предложил отлить чугунную ограду, которая, по его подсчетам, стоила бы лишь на 1850 рублей дороже, зато прослужила бы дольше и выглядела изящнее. Это предложение было одобрено. Ограда была изготовлена на механическом заводе в Одессе. Она состояла из 460 звеньев и весила 5400 кг. В Кишинёв её доставили в 1863 году. Работы по установке ограды велись до конца 1860-х годов. После ураганов 1865 и 1885 годов в ней заменили некоторые звенья, но ограда, в общем, хорошо сохранилась.
В центре парка на гранитной колонне установлен бронзовый бюст А. С. Пушкина (1885) работы скульптора А. М. Опекушина. Памятник был установлен на деньги, собранные жителями Кишинёва по подписному листу (1000 рублей золотом).
В 1928 году у главного входа в парк со стороны Площади Великого Национального Собрания по проекту скульптора А. Пламадялэ и архитектора Е. А. Бернардацци установлен памятник Стефану Великому. В годы Второй мировой войны в парке появилась братская могила советских воинов. После войны на месте памятника Пушкину, который раньше стоял в одной из боковых аллей, был построен деревянный двухзальный кинотеатр «Родина», у выхода на улицы Бэнулеску Бодони и 31 августа — спортивный зал, у выхода на улицы 31 августа и Марии Чеботарь — оранжереи.
Через парк проходит Аллея Классиков (1958), украшенная бюстами выдающихся молдавских писателей и деятелей культуры. Во второй половине XX века в парке была заложена Аллея дружбы, где удостаивались чести посадить деревья видные гости Кишинёва, среди которых Юрий Гагарин, Горбачёв, Мелитон Кантария.
Площадь парка — 7 гектаров. У него 7 входов, в нём расположено 4 фонтана. Главный фонтан расположен в центре, и к нему сходятся все аллеи парка.
В парке произрастают около 50 видов деревьев, кустарников и лиан, включая редко встречающиеся в Молдавии виды — кедр, канадский бундук, глициния, виргинский можжевельник.

### Памятник Пушкину
Замысел соорудить в Кишинёве памятник Пушкину возник ещё в 60-х годах XIX века, однако тогда осуществить его не удалось, хотя пожертвования были собраны. В 1880 году кишинёвцы обратились к выдающемуся русскому скульптору Александру Михайловичу Опекушину с просьбой изваять для города памятник Пушкину. В это время скульптор как раз работал над его памятником для Москвы. Вот строки из ответа скульптора: «Позвольте предложить Вам бюст колоссальный, то есть голова в ту же величину и с той же модели, что и на Московской Пушкинской статуе».
В 1881 году выполненный Опекушиным бюст поэта доставили в Кишинёв по железной дороге. Позже под наблюдением скульптора была высечена гранитная колонна с пьедесталом. Сооружением памятника в 1881—1885 гг. занималась специальная комиссия. 26 мая 1885 года, в день рождения поэта при огромном стечении народа памятник был открыт в одной из боковых аллей парка. Как свидетельствуют фотографии и гравюры того времени, памятник сначала был окружен цепями. В середине 50-х годов XX века памятник был перенесён в центр парка и установлен на оси Аллеи Классиков. Это был один из первых памятников Пушкину, который представляет собой точную копию верхней части статуи, установленной в центре Москвы.

## Валя Трандафирилор
Парк Валя Трандафирилор (рум. Valea Trandafirilor, Долина Роз) расположен в юго-восточной части Кишинёва. Раньше на месте парка был естественный зеленый массив площадью в 145 гектаров и плантации роз. Земляные дамбы перегораживали ручей, образовывая каскад прудов. В конце 60-х годов XX века началось благоустройство парка. Были проложены новые аллеи, укреплены и забетонированы дамбы, очищены от ила озёра. Сейчас центральная часть парка украшена каскадом озёр площадью 9 гектаров. В парке произрастают около 50 видов деревьев и кустарников. Имеется эстрада на 1000 мест, городок аттракционов с колесом обозрения, рестораны «Дойна», «Старая крепость» и «Охотничий двор». С 70-х годов XX века в парке начал создаваться музей садово-парковой скульптуры.

## Валя Морилор

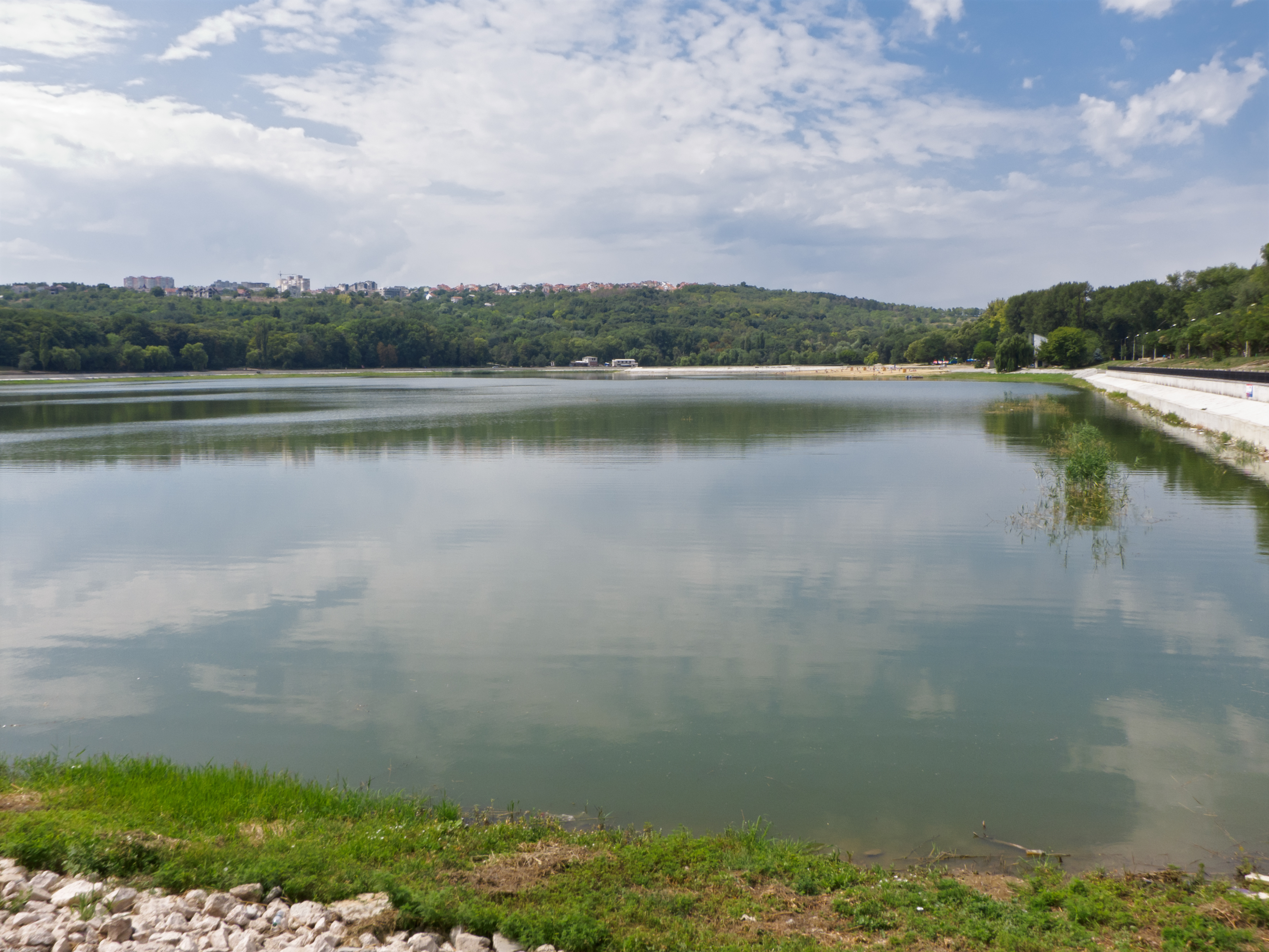
Озеро Валя Морилор

Парк Валя Морилор  (рум. Valea Morilor, долина мельниц) расположен в юго-западной части города. Его площадь — около 114 гектаров. Заложен в 1951 году. Проект паркового ландшафта был разработан коллективом авторов под руководством архитектора Р. Курца. Центром ландшафтной композиции служит озеро Валя-Морилор (бывш. Комсомольское озеро), площадь которого составляет 34 гектара. Вокруг озера устроена кольцевая аллея длиной 2,5 километра. Около половины территории парка покрыта зелеными насаждениями. В парке растут следующие породы: канадский и пирамидальный тополь, конский каштан, несколько видов акации и клёна, белая ива, липа, рябина, катальпа, чёрная сосна, японская софора. В парке также находится Летний Театр на 5 тысяч мест, «дневной» кинотеатр, детский городок «Андриеш», пляж, лодочная станция, парк аттракционов «Авентура». К парку примыкает зона свободного предпринимательства «Молдэкспо», где проводятся многие промышленные и технологические выставки.
Леонид Ильич Брежнев, приезжая в Кишинёв уже в ранге генерального секретаря, очень восторгался этим парком и провёл здесь несколько часов.
Комсомольское озеро до начала осушения в октябре 2006
Комсомольское озеро летом 2008

## Сквер Кафедрального собора

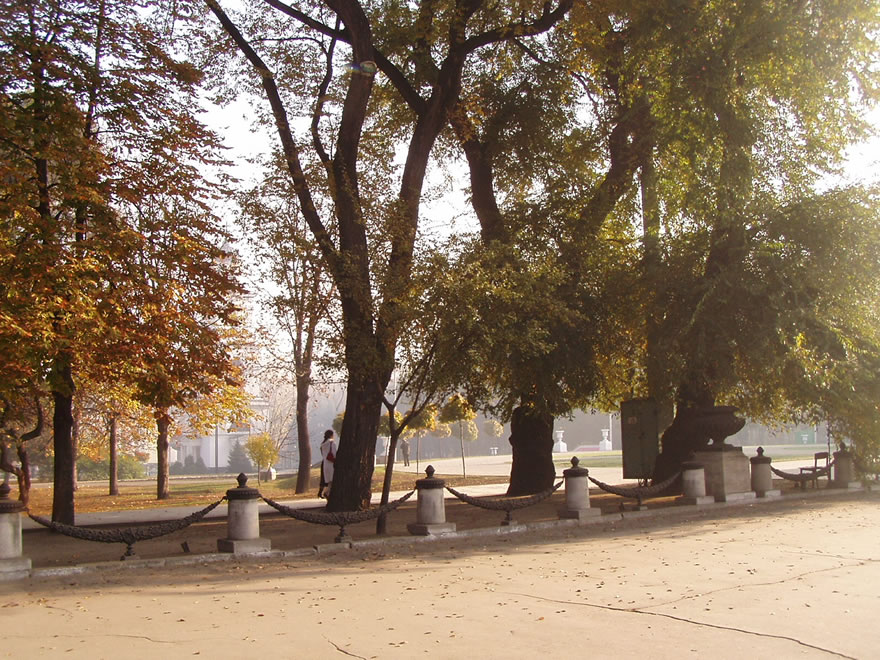
Сквер Кафедрального собора

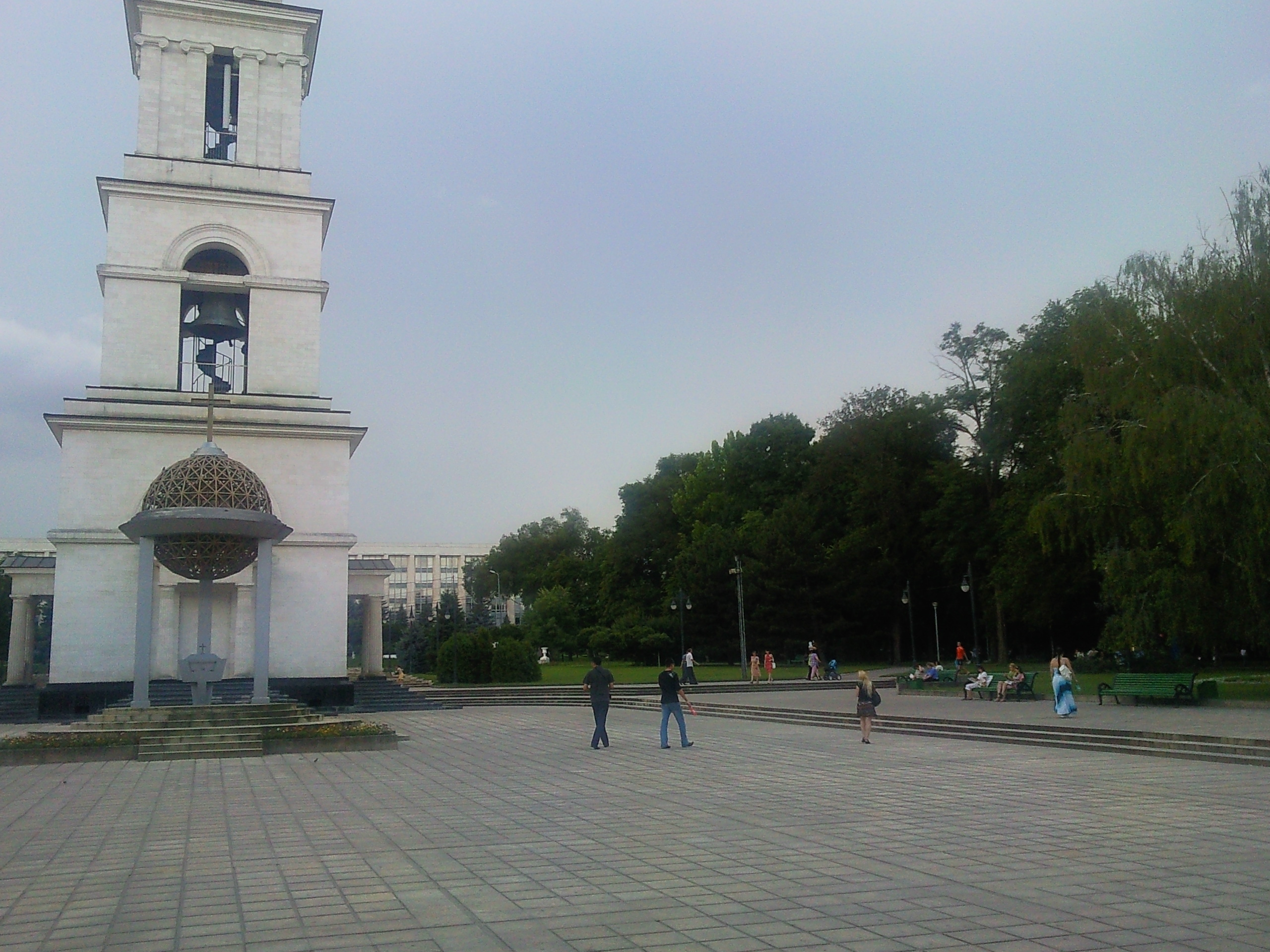

Расположен в центре города, юго-западной стороной примыкает к площади Великого национального собрания. Площадь сквера — 9 гектаров.
Парк заложен в 1836 году. В том же году завершилось строительство церковного комплекса Кафедрального Собора и Колокольни. Ансамбль возведён по проекту архитектора Абраама Мельникова в стиле позднего русского классицизма и первоначально состоял из Кафедрального Собора Рождества Христова и Колокольни, это были крупнейшие сооружения того времени, на долгое время ставшие доминантой города, вокруг которых на 9 гектарах был разбит Соборный Парк. Работы по созданию Собора начались 26 мая 1830 года. Освящение Собора и Колокольни состоялось 13 октября 1836 года. Ансамбль пострадал во время войны от бомбардировки в июне 1941 года. К 1956 году он был полностью восстановлен и возведён в ранг памятника архитектуры. В ночь с 22 на 23 декабря 1962 года, была взорвана и разобрана Колокольня — центральное звено Соборного ансамбля. Кафедральный Собор был преобразован в выставочный зал. На месте колокольни позже был построен фонтан. После приобретения независимости Республики Молдова по инициативе руководства Примэрии Кишинёва собор заново освящён в 1996 году, а с 1995 по 1998 год была восстановлена колокольня. На границе сквера и площади Великого национального собрания расположена Триумфальная Арка.

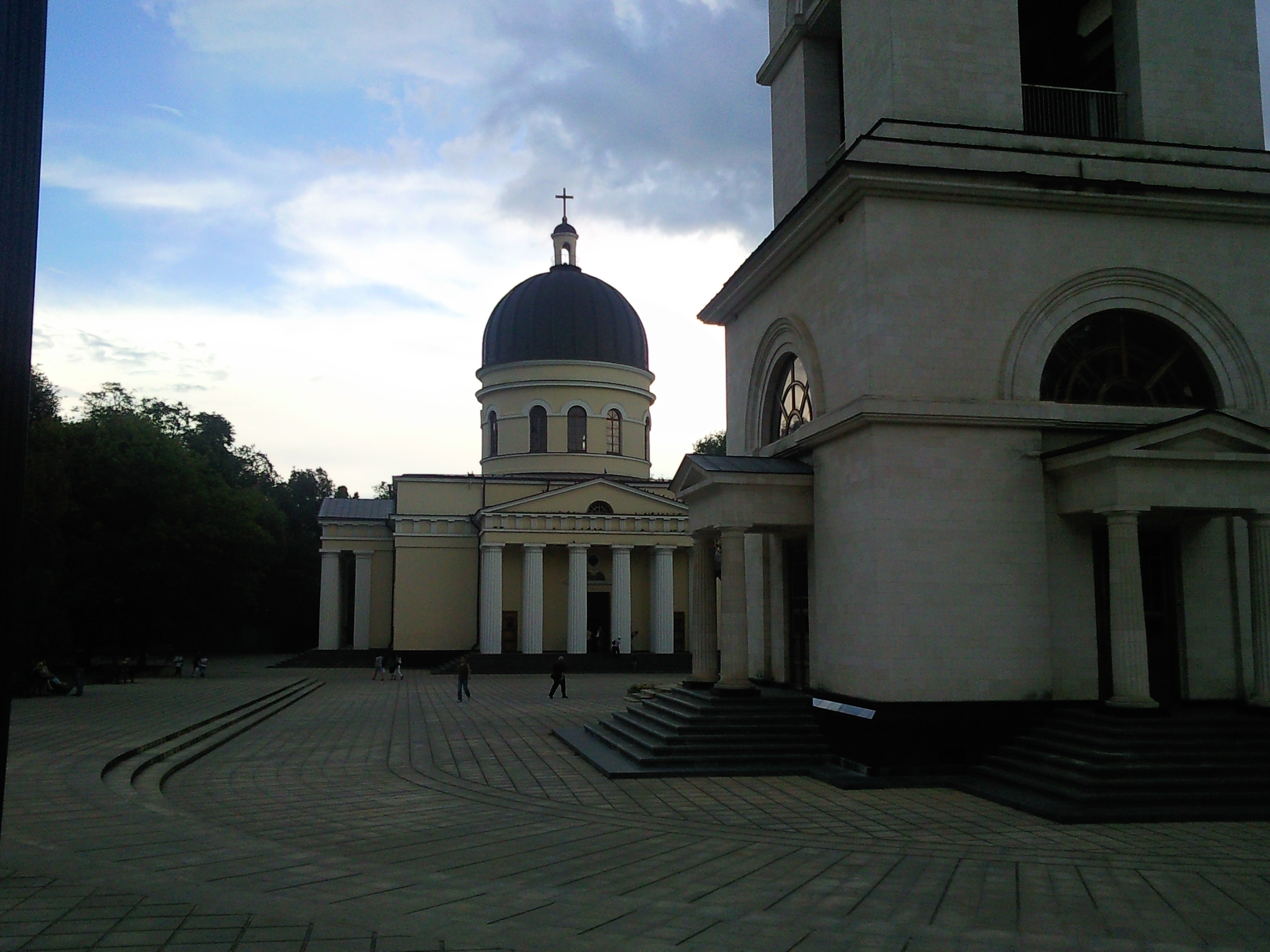
Кафедральный собор

Сквер имеет 8 входов, от которых прямые аллеи ведут к открытому пространству перед Кафедральным собором. Зеленые насаждения: перисто-ветвистые вязы, берёзы, ели, клёны, липы, рябины, много цветов и кустарников.

## Рышкань
Парк Рышкань находится в северо-восточной части Кишинёва. Он разделяет два района города: Рышкановку и Чеканы. Площадь парка — 32 гектара. Он был заложен в 1970 году на базе естественного зелёного массива. В парке преобладают местные породы деревьев: пирамидальный тополь, плакучая ива, белая акация, серебристая липа. В центре парка находится ряд ручьёв и озёр, включая живописное озеро площадью 12 гектаров, одно из самых больших в Кишинёве.
В парке проводятся соревнования по спортивному ориентированию.
Юрий Гагарин, приезжая в Кишинёв, провел здесь почти час и посадил дерево.

## Другие парки
- Парк «Ла извор» (рум. La izvor, у источника)
- Парк Гидигич
- Парк «Алунелул» (рум. Alunelul, орешек)
- Сквер имени Гоголя — возле одноимённого лицея
- Парк "Бутояш" (рум. Butoiaș)